# Померанцевые
Померанцевые (лат. Aurantioideae) — подсемейство двудольных растений, входит в семейство Рутовые (Rutaceae) порядка Сапиндоцветные (Sapindales).
Большей частью не очень крупные деревянистые растения, произрастающие в тропических и субтропических регионах, ряд из которых возделываются как важные сельскохозяйственные культуры.    
Среди представителей подсемейства широко известен ряд цитрусовых растений, высоко ценящихся за вкусовые качества своих плодов, выращиваемых и экспортируемых в промышленных масштабах.

## Классификация
Подсемейство включает в себя две трибы, в одной из которых выделяют три подтрибы:
- Триба Aurantieae

- Limnocitrus Swingle

- Подтриба Balsamocitrinae

- Aegle Corrêa — Эгле
- Aeglopsis Swingle
- Afraegle (Swingle) Engl.
- Balsamocitrus Stapf typus

- Подтриба Citrinae Engl. — Цитрусовые

- Atalantia Corrêa
- Burkillanthus Swingle
- ×Citremocitrus ined.
- ×Citromicrocitrus ined.
- ×Citroncirus J.W.Ingram & H.E.Moore
- Citropsis (Engl.) Swingle & M.Kellerm.
- Citrus L. typus — Цитрус
- Clymenia Swingle
- ×Coleara ined.
- Feroniella Swingle
- ×Fortucitrocirus ined.
- Fortunella Swingle — Кумкват
- Limonia L. — Лимония
- Luvunga Buch.-Ham. ex Wight & Arn.
- Merope M.Roem.
- ×Microcirus ined.
- ×Microcitronella ined.
- Microcitrus Swingle
- ×Microfortunella ined.
- Monanthocitrus Tanaka
- Naringi Adans.
- Oxanthera Montrouz.
- Pamburus Swingle
- Paramignya Wight
- Pleiospermium (Engl.) Swingle
- Poncirus Raf. — Понцирус
- Severinia Ten. ex Endl.
- Swinglea Merr.
- Triphasia Lour.
- Wenzelia Merr.

- Подтриба Merrilliinae

- Merrillia Swingle typus
- Murraya J.Koenig ex L. — Муррайя [syn.  Chalcas L.]

- Триба Clauseneae

- Bergera K.D.Koenig ex L.
- Clausena Burm.f. typus — Клаузена
  - [syn.  Cookia Sonn.] [syn.  Piptostylis Dalzell] [syn.  Quinaria Lour.]

- Glycosmis Corrêa
  - [syn.  Tetracronia Pierre] [syn.  Thoreldora Pierre]

- Micromelum Blume